# Сан Ђенаро Везувијано
Сан Ђенаро Везувијано (итал. San Gennaro Vesuviano) је насеље у Италији у округу Напуљ, региону Кампанија.
Према процени из 2011. у насељу је живело 10684 становника. Насеље се налази на надморској висини од 55 м.

## Становништво
| 1931. | 1936. | 1951. | 1961. | 1971. | 1981. | 1991. | 2001.  | 2011.  |
| ----- | ----- | ----- | ----- | ----- | ----- | ----- | ------ | ------ |
| 4.329 | 4.643 | 5.588 | 6.099 | 6.454 | 7.251 | 8.287 | 10.035 | 11.073 |